# Lijst van oorlogsmonumenten in De Ronde Venen
De Nederlandse gemeente De Ronde Venen heeft 7 oorlogsmonumenten. Hieronder een overzicht.
| Nr.  | Object                                                                      | Herdachte groep | Ontwerper                                     | Onthulling    | Type            | Locatie                                                  | Plaats     | Coördinaten                   | Foto                                                                        |
| ---- | --------------------------------------------------------------------------- | --- | --------------------------------------------- | ------------- | --------------- | -------------------------------------------------------- | ---------- | ----------------------------- | --------------------------------------------------------------------------- |
| 1577 | Verzetsmonument                                                             | allen, verzet Nederland | A. van Vliet (ontwerp), Wout Smit (smeedwerk) | 4 mei 1986    | plaquette       | Raadhuisstraat 1, 3648 AR                                | Wilnis     | 52° 11' 44" NB, 4° 54' 10" OL | Meer afbeeldingen                                                           |
| 1578 | Oorlogsmonument                                                             | burgerslachtoffers, vervolgden Nederland, verzet Nederland                                                                   | Arnoud Beerends, Willem van der Horst         | 4 mei 1995    | overig          | Raadhuisplein, 3641 EE                                   | Mijdrecht  | 52° 12' 27" NB, 4° 51' 59" OL | Meer afbeeldingen                                                           |
| 1579 | Oorlogsmonument                                                             | militairen in dienst van het Ned. Kon. 1940-1945, verzet Nederland                                                           | Cephas S. Stauthamer (1899-1983)              | 4 mei 1948    | beeld/sculptuur | Herenweg 23, 3645 DE                                     | Vinkeveen  | 52° 12' 48" NB, 4° 56' 12" OL | Meer afbeeldingen                                                           |
| 1888 | Monument 1940-1945                                                          | geallieerde militairen, burgerslachtoffers, verzet Nederland                                                                 | J.F. Vermeulen                                |               | overig          | Dorpsstraat 75, 3641 EB                                  | Mijdrecht  | 52° 12' 33" NB, 4° 51' 60" OL | Meer afbeeldingen                                                           |
| 2077 | Oorlogsmonument                                                             | burgerslachtoffers, vervolgden Nederland, militairen in dienst van het Ned. Kon. na 1945, burgers voormalig Nederlands-Indië | G. van Walbeek, J. Vluggen                    |               | overig          | Rijksstraatweg, 1396 JC                                  | Baambrugge | 52° 14' 40" NB, 4° 59' 32" OL | Meer afbeeldingen                                                           |
| 2160 | Monument voor Canadese Militairen                                           | geallieerde militairen | Edwin GJ Merks                                | 30 maart 2003 | gedenksteen     | Stationsweg to 15, 3648 AN                               | Wilnis     | 52° 11' 47" NB, 4° 54' 17" OL | Meer afbeeldingen                                                           |
| 4036 | Herdenkingskruis fusillade Koop Peters                                      | burgerslachtoffers |                                               |               | kruis           | Provincialeweg                                           | Mijdrecht  |                               | Herdenkingskruis fusillade Koop Peters                                      |
| 4408 | Monument voor omgekomen bemanningsleden.                                    | geallieerde militairen | Bart van Tol                                  |               | gedenkzuil      | Mijdrechtse Dwarsweg / N212 Ir. Enschedeweg              | Wilnis     | 52° 12' 25" NB, 4° 54' 12" OL | Meer afbeeldingen                                                           |
|      | oorlogsgraven van Robert B. Moulton, Joseph White en Adrian J.E. Thibaudeau | geallieerde militairen |                                               |               | grafmonument    | Nederlands Hervormde begraafplaats, Stationsweg, 3648 AL | Wilnis     | 52° 11' 47" NB, 4° 54' 16" OL | oorlogsgraven van Robert B. Moulton, Joseph White en Adrian J.E. Thibaudeau |
|      | oorlogsgraven van P.H. van Beek, A. Schockman, J.H.A. Driehuis              | militairen in dienst van het Ned. Kon. 1940-1945                                                                             |                                               |               | grafmonument    | R.K. Begraafplaats Vinkeveen, Kerklaan 2, 3645 EV        | Vinkeveen  | 52° 12' 53" NB, 4° 56' 1" OL  | oorlogsgraven van P.H. van Beek, A. Schockman, J.H.A. Driehuis              |
|      | Stolpersteine                                                               | vervolgden Nederland |                                               |               | plaquette       | Zie Stolpersteine in De Ronde Venen                      | Abcoude    |                               | Meer afbeeldingen                                                           |

Amersfoort ·
Baarn ·
Bunnik ·
Bunschoten ·
De Bilt ·
De Ronde Venen ·
Eemnes ·
Houten ·
IJsselstein ·
Leusden ·
Lopik ·
Montfoort ·
Nieuwegein ·
Oudewater ·
Renswoude ·
Rhenen ·
Soest ·
Stichtse Vecht ·
Utrecht ·
Utrechtse Heuvelrug ·
Veenendaal ·
Vijfheerenlanden ·
Wijk bij Duurstede ·
Woerden ·
Woudenberg ·
Zeist